# Aiutanda
Die Aiutanda GmbH (Eigenschreibweise aiutanda) ist eine deutschlandweit tätige Gruppe von Gesundheitsunternehmen mit Sitz in München. Die Unternehmensgruppe ist ein Verbund von lokal tätigen Pflegediensten und medizinischen Hilfsmittelversorgern. Laut Pflegemarkt.com ist Aiutanda Stand 2025 der viertgrößte Pflegedienst in Deutschland mit 82 Pflegediensten und 6.253 versorgten Patienten.

## Geschichte
Die Aiutanda-Gruppe wurde 2017 gegründet. Zunächst lag der Fokus vor allem auf dem Bereich klassischer Tourenpflege, also der Versorgung von Patienten zu Hause.
2019 kamen weitere Partner, unter anderem in Franken, hinzu. 2020 schlossen sich mehr Unternehmen vor allem in Norddeutschland und Nordrhein-Westfalen der Gruppe an. In Köln und Landshut wurden 2021 ebenfalls stationäre Pflegeeinrichtungen gegründet. Im Oktober übernahm Aiutanda das Rendsburger Unternehmen Motion-Center Holger Otto, das medizinische Hilfsmittel herstellt und vertreibt. 2022 expandierte die Unternehmensgruppe weiter. So wurde ein Hoyerswerdaer Pflegeunternehmen übernommen. In Wuppertal-Barmen entstanden barrierefreie Wohnungen, die Aiutanda seit Juli 2022 betreibt.
Seit ihrer Gründung übernahm die Aiutanda-Gruppe bis zum Frühjahr 2025 insgesamt 14 Unternehmen und Einrichtungen aus dem Pflege- und Gesundheitswesen und integrierte diese in ihre bestehende Struktur. Durch diese Zusammenschlüsse wurde das medizinisch-pflegerische Angebot kontinuierlich erweitert und zugleich die regionale Ausweitung der Gruppe in verschiedenen Teilen Deutschlands weiter ausgebaut.
Darüber hinaus eröffnete Aiutanda neue Pflege- und Wohneinrichtungen, die verschiedene Versorgungsformen abdecken. Dazu gehören vollstationäre Pflegeeinrichtungen (Pflegeheime), ambulant sowie stationär betreute Seniorenwohnanlagen, Angebote des betreuten Wohnens sowie Einrichtungen für Tagespflege, Kurzzeitpflege und Verhinderungspflege.

## Dienstleistungen
Die Unternehmen der Aiutanda-Gruppe erbringen ihre Leistungen in den beiden Segmenten Gesundheits- und Lebenshilfeleistungen (GLH) sowie Hilfsmittel und Therapiemanagement (HTM).
Im Segment GLH umfasst das Angebot insbesondere die ambulante Pflege, betreute Wohnformen sowie teilstationäre Alten- und Krankenpflege.
Das Segment HTM umfasst die Versorgung mit medizinischen Hilfsmitteln sowie das Therapiemanagement. Hierzu gehören unter anderem die Bereitstellung von Rollstühlen, Pflegebetten, orthopädischen Produkten sowie individuellen Rehabilitationshilfen. Zusätzlich bietet Aiutanda Therapiemanagementleistungen an, darunter enterale und parenterale Ernährung, Wundbehandlung sowie Beatmungstherapie.

## Unternehmensstruktur und Standorte
Laut eigenen Angaben gehören mit Stand 2023 mehr als 30 Partnerunternehmen an über 75 Standorten in Deutschland zur Aiutanda-Gruppe. Die Unternehmenszentrale befindet sich in München. Deutschlandweit beschäftigt die Unternehmensgruppe 2743 Mitarbeiter und verzeichnete im Geschäftsjahr 2023 einen Umsatz in Höhe von 179,8 Millionen Euro.
Die Struktur des Geschäftsbereichs GLH folgt einer regionalen Organisation, die sich auf die Regionen Nord, Süd-West, Berlin-Brandenburg und Süd-Ost verteilt. Die operativen Gesellschaften der jeweiligen Regionen sind unter einer regionalen Führungsgesellschaft gebündelt. Im Gegensatz zum regional organisierten GLH-Segment wird HTM zentral gesteuert, wobei die zugehörigen Gesellschaften ebenfalls unter einer eigenen Führungsgesellschaft zusammengefasst sind.